# Glypta alpestris
Glypta alpestris är en stekelart som beskrevs av Dasch 1988. Glypta alpestris ingår i släktet Glypta och familjen brokparasitsteklar. Inga underarter finns listade i Catalogue of Life.